# Disco 4
 (août 2013).
Si vous disposez d'ouvrages ou d'articles de référence ou si vous connaissez des sites web de qualité traitant du thème abordé ici, merci de compléter l'article en donnant les références utiles à sa vérifiabilité et en les liant à la section « Notes et références ».
Albums de Pet Shop Boys
Concrete
(23 octobre 2006) Story: 25 Years of Hits
(2009)
Disco 4 ou Disco Four est un album des Pet Shop Boys sorti le 8 octobre 2007 composé essentiellement de titres de différents artistes remixés par le duo britannique,. Deux titres extraits de leur précédent album Fundamental y figurent également.

## Formats et éditions
Il existe une édition CD de l'album, une édition limitée digipack et une version double LP numérotée et limitée à 1000 copies dans le monde.

## Liste des pistes
| No | Titre                                                | Auteur                                     | Interprète                     | Durée |
| -- | ---------------------------------------------------- | ------------------------------------------ | ------------------------------ | ----- |
| 1. | Read My Mind (Pet Shop Boys Stars are blazing mix)   | Brandon Flowers/Dave Keuning/Mark Stoermer | The Killers                    | 7:20  |
| 2. | Hallo Spaceboy (Pet Shop Boys extended mix)          | David Bowie                                | David Bowie with Pet Shop Boys | 6:34  |
| 3. | Integral (Perfect immaculate mix)                    | Neil Tennant/Chris Lowe                    | Pet Shop Boys                  | 6:38  |
| 4. | Walking on Thin Ice (Pet Shop Boys electro mix)      | Yoko Ono                                   | Yoko Ono                       | 6:28  |
| 5. | Sorry (Pet Shop Boys maxi-mix)                       | Madonna/Stuart Price                       | Madonna                        | 8:27  |
| 6. | Hooked on Radiation (Pet Shop Boys orange alert mix) | Atomizer                                   | Atomizer                       | 5:44  |
| 7. | Mein Teil (PSB There are no guitars on this mix)     | Rammstein                                  | Rammstein                      | 7:08  |
| 8. | I'm with Stupid (Pet Shop Boys maxi-mix)             | Neil Tennant/Chris Lowe                    | Pet Shop Boys                  | 8:13  |

## Référence
1. ↑  (en)Rebecca Nicholson, « Pet Shop Boys: 'Disco Four'. 'After 26 years, they’re still getting the big-gun remix gigs' », sur NME, 12 octobre 2007 (consulté le 8 août 2013)
2. ↑  (en)David Jeffries, « Disco 4Pet Shop Boys: Review », sur AllMusic (consulté le 8 août 2013)